# Volnay
Volnay là một xã trong tỉnh Côte-d'Or, thuộc vùng hành chính Bourgogne của nước Pháp, có dân số là 323 người (thời điểm 1999). Volnay là một nơi trồng nho, nằm khoảng 5 km phía tây nam của Beaune và 1 km tây nam của Pommard.

## Nhân khẩu học
| 1962 | 1968 | 1975 | 1982 | 1990 | 1999 |
| ---- | ---- | ---- | ---- | ---- | ---- |
| 424  | 464  | 452  | 411  | 355  | 323  |